# Rozstaw metrowy
Rozstaw metrowy – rozstaw szyn, w którym odległość między wewnętrznymi powierzchniami główek szyn wynosi 1000 mm. Koleje o tym rozstawie są klasyfikowane jako wąskotorowe, jednak w wielu krajach prowadzony jest po nich normalny ruch dalekobieżny (Tunezja, Indie), a nawet stanowią jedyny standard w kraju (Kenia). W takich przypadkach jako koleje wąskotorowe są klasyfikowane koleje o rozstawie mniejszym niż 1000 mm.
Rozstaw ten był niegdyś powszechnie stosowany w Europie przy kolejkach dojazdowych i ruchu dalekobieżnym w terenach górskich, jednak z czasem systemy te zostały w większości zlikwidowane.
Rozstaw ten jest także często używany w systemach tramwajowych. W Polsce jest jednym z dwóch rozstawów występujących w sieciach tramwajowych obok 1435 mm.

## Kraje używające rozstawu metrowego

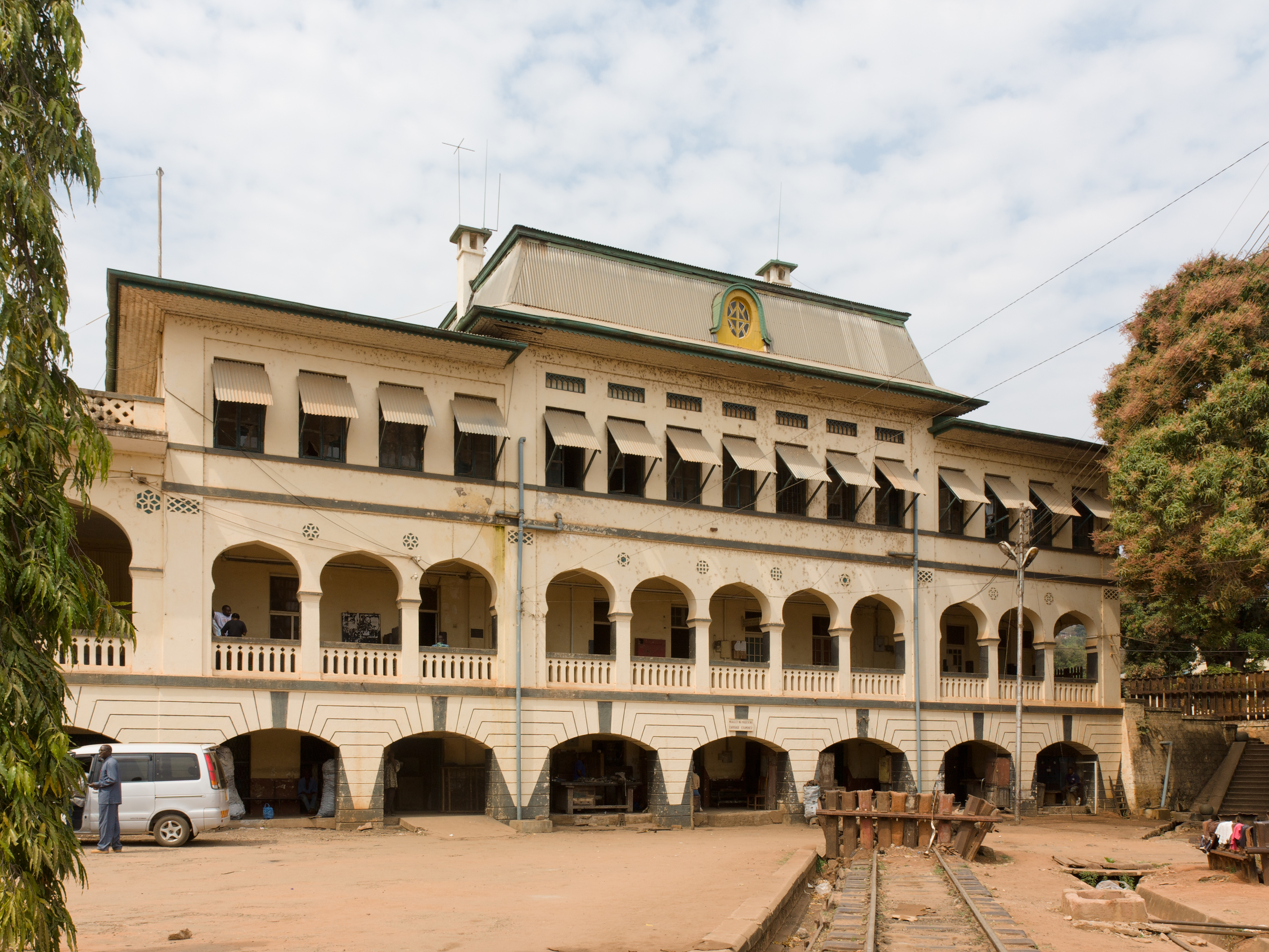
Tory rozstawu metrowego w Kigomie w Tanzanii

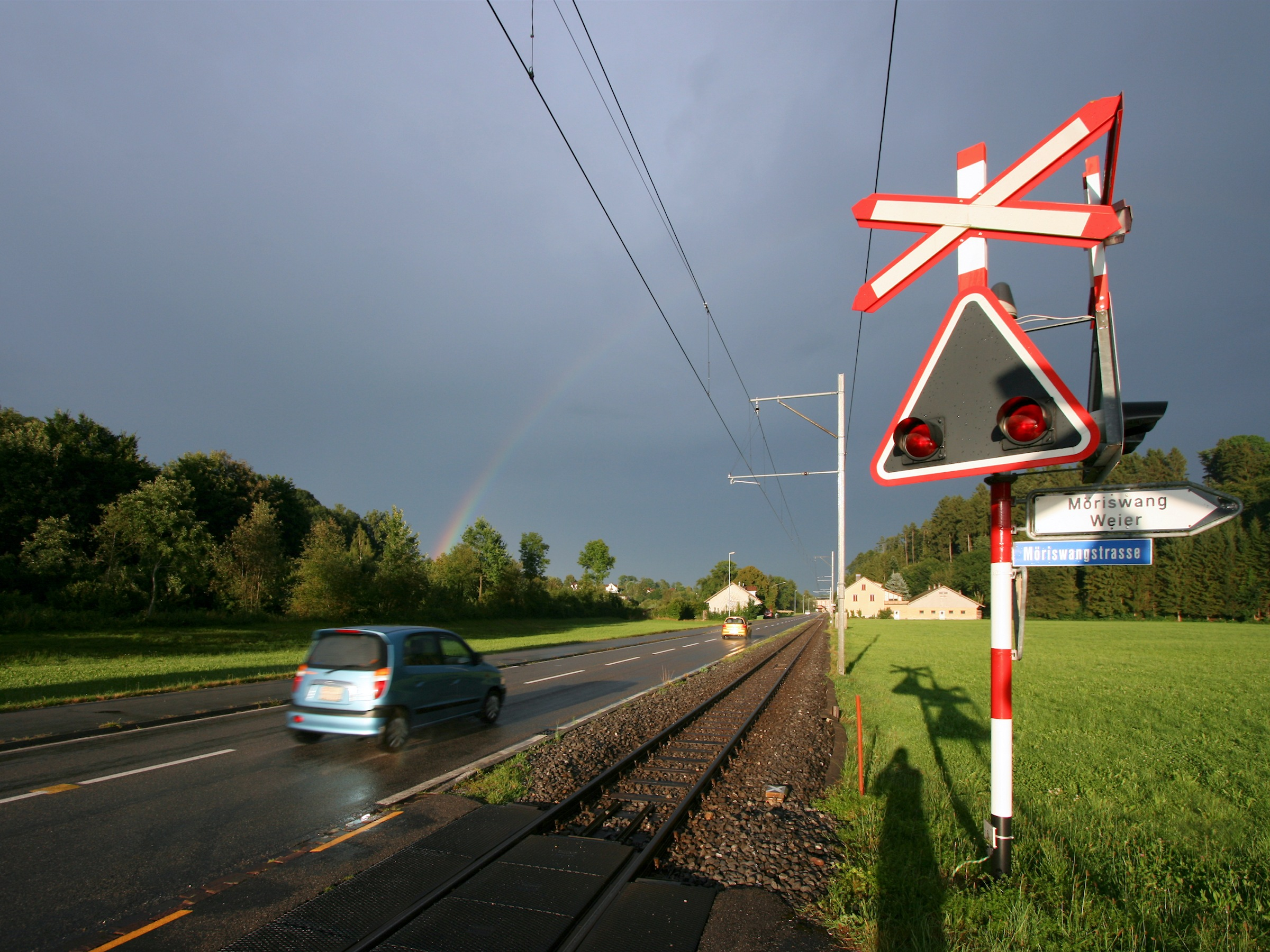
Trasa kolei Frauenfeld–Wil w Wängi (Szwajcaria)

### Kolej dalekobieżna
| Kontynent           | Kraj | Uwagi |
| ------------------- | --- | --- |
| Afryka              | Benin | |
| Afryka              | Etiopia | |
| Afryka              | Dżibuti | |
| Afryka              | Gwinea | obok rozstawu 1435 mm                                                                                              |
| Afryka              | Kamerun | |
| Afryka              | Kenia | |
| Afryka              | Madagaskar | |
| Afryka              | Mali | |
| Afryka              | Nigeria | obok rozstawu 1435 mm                                                                                              |
| Afryka              | Senegal | |
| Afryka              | Togo | |
| Afryka              | Tunezja | obok rozstawu 1435 mm                                                                                              |
| Afryka              | Tanzania | na linii północnej i centralnej, obok rozstawu 1067 mm na linii Tazara                                             |
| Afryka              | Uganda | |
| Ameryka             | Argentyna | obok rozstawu 1676 mm i 1435 mm                                                                                    |
| Ameryka             | Boliwia | |
| Ameryka             | Brazylia | obok rozstawu 1600 mm                                                                                              |
| Ameryka             | Chile | obok rozstawu 1600 mm, kolej również zębata                                                                        |
| Azja                | Bangladesz | duża część sieci w splocie torowym 1000 mm / 1676 mm                                                               |
| Azja                | Birma / Mjanma | |
| Azja                | Indie | w trakcie konwersji na 1676 mm                                                                                     |
| Azja                | Malezja | |
| Azja                | Tajlandia | |
| Azja                | Wietnam | |
| Australia i Oceania | Rozstaw nie jest używany. Wąskotorowym rozstawem powszechnie używanym na tym kontynencie jest rozstaw przylądkowy. | Rozstaw nie jest używany. Wąskotorowym rozstawem powszechnie używanym na tym kontynencie jest rozstaw przylądkowy. |
| Europa              | Hiszpania | obok rozstawu 1668 mm i 1435 mm                                                                                    |
| Europa              | Szwajcaria | obok rozstawu 1435 mm, w rejonach górskich występuje również kolej zębata                                          |

### Koleje dojazdowe
| Państwo  | System(y)                      | Uwagi                                                                      |
| -------- | ------------------------------ | -------------------------------------------------------------------------- |
| Polska   | Piaseczyńska Kolej Wąskotorowa | dawna kolej Grójecka                                                       |
| Polska   | Kolej Wilanowska               | po konwersji z 800 mm, ruch zawieszony w 1971 roku                         |
| Polska   | Gryficka Kolej Wąskotorowa     |                                                                            |
| Polska   | Stargardzka Kolej Wąskotorowa  |                                                                            |
| Polska   | Koszalińska Kolej Wąskotorowa  |                                                                            |
| Polska   | Ełcka Kolej Wąskotorowa        | dawniej wykorzystywała rozstaw metrowy, dzisiaj korzysta z rozstawu 750 mm |
| Słowacja | Tatrzańskie Koleje Elektryczne |                                                                            |

### Sieci metra i tramwajowe
| Państwo        | System(y) |
| -------------- | --- |
| Austria        | Gmunden, Innsbruck |
| Belgia         | Antwerpia, Gandawa, Han-sur-Lesse, premetro w Charleroi, tramwaj nadmorski |
| Chorwacja      | Osijek, Zagrzeb |
| Czechy         | Liberec |
| Egipt          | Kair |
| Finlandia      | Helsinki |
| Francja        | Lille – Roubaix – Tourcoing, Marquette-lez-Lille, Saint-Étienne |
| Hiszpania      | Alicante, Barcelona (linia 8), Bilbao, Palma de Mallorca, San Sebastián, Vitoria-Gasteiz, Walencja |
| Korea Północna | Pjongjang |
| Łotwa          | Lipawa |
| Niemcy         | Augsburg, Bielefeld, Bochum-Gelsenkirchen, Brandenburg an der Havel, Chociebuż, Darmstadt, Döbeln, Erfurt, Essen-Mülheim an der Ruhr (Ruhrbahn), Frankfurt nad Odrą, Fryburg Bryzgowijski, Gera, Gotha, Görlitz, Halberstadt, Halle (Saale), Heidelberg-Mannheim-Ludwigshafen, Jena, Kirnitzschtalbahn, Krefeld, Moguncja, Naumburg (Saale), Nordhausen, Plauen, Schöneiche-Rüdersdorf, Stuttgart, Ulm, Würzburg, Zwickau |
| Norwegia       | Trondheim |
| Polska         | Bydgoszcz, Elbląg, Grudziądz, aglomeracja łódzka, Toruń |
| Portugalia     | Sintra |
| Rosja          | Królewiec, Piatigorsk |
| Rumunia        | Arad, Jassy |
| Serbia         | Belgrad |
| Słowacja       | Bratysława |
| Szwajcaria     | Bazylea, Berno, Genewa, Neuchâtel, Zurych |
| Turcja         | Bursa, Eskişehir, Stambuł |
| Ukraina        | Eupatoria, Lwów, Mołoczne, Winnica, Żytomierz |
| Włochy         | Triest |